# Urs Leimgruber

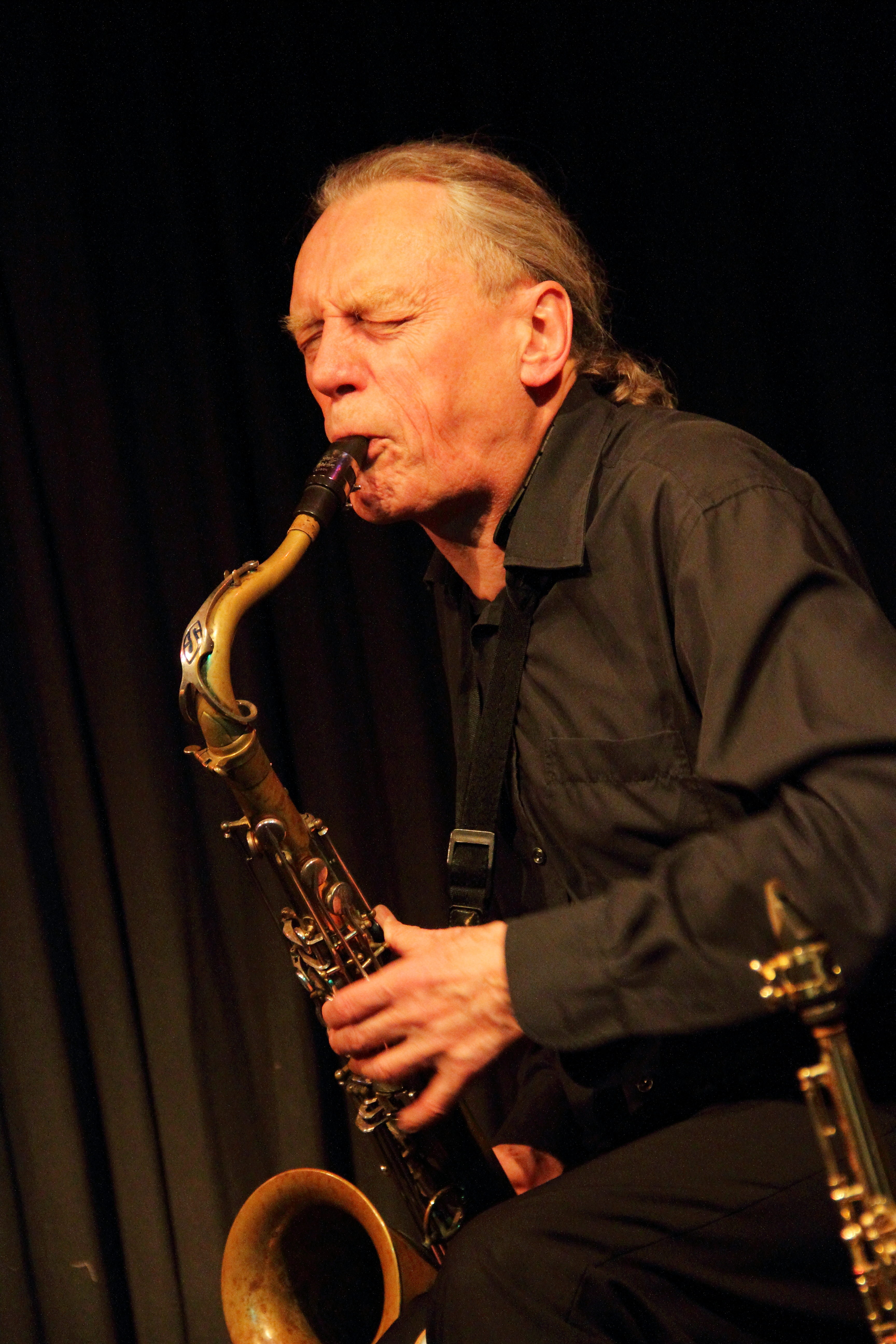
Urs Leimgruber beim Konzert mit Duo Pancake 2014 im club W71

Urs Leimgruber (* 1. Januar 1952 in Luzern) ist ein Schweizer Saxophonist. Er lebte von 1988 bis 2005 in Paris, seitdem wieder in seiner Heimatstadt Luzern. Seine Tätigkeitsgebiete sind Improvisation, Jazz und Neue Musik.

## Wirken
1972 gründete er mit dem Gitarristen Christy Doran, dem Schlagzeuger Fredy Studer und dem Kontrabassisten Bobby Burri das Luzerner Rockjazz-Quartett OM, das fast ein Jahrzehnt lang mit «Electricjazz-Freemusic» erfolgreich in der Schweiz und in Deutschland auf Tour war. Anschliessend spielte er bis 1987 im Quartett Reflexionen mit Don Friedman, Burri und Joël Allouche und bis 1989 im Duo mit John Wolf Brennan. Mit Joëlle Léandre am Kontrabass, Marilyn Crispell am Klavier und Fritz Hauser am Schlagzeug bildet er das Quartet Noir. Die Zusammenarbeit mit Fritz Hauser im Duo-Spiel ist durch zwei in den 90er Jahren aufgenommene Audio-Datenträger öffentlich dokumentiert. Diese auf John Coltrane/Rashied Ali zurückgehende musik-instrumentale Konfiguration im Jazz seit der zweiten Hälfte des 20. Jahrhunderts hat Leimgruber in den 2010er Jahren sowohl mit dem erfahrenen Roger Turner als auch mit dem jüngeren Alex Huber aktualisiert. Auch das Improvisationsquartett ember zeigt Leimgruber im Zusammenspiel mit zentralen Akteuren der vierten Generation zeitgenössisch improvisierter Musik wie Oliver Schwerdt, Alexander Schubert und Christian Lillinger. Eine besonders lange und intensive Zusammenarbeitet verbindet ihn im Trio mit Barre Phillips und Jacques Demierre; Leimgrubers künstlerische Profilierung des Saxofonspiels zeigt sich in seiner fortgesetzten Akzentuierung des unbegleiteten Solo-Spiels und weist ihm einen besonderen Stellenwert in der Traditionslinie zu, die von Coltrane über Evan Parker bis in die Gegenwart reicht-

## Preise und Auszeichnungen
- 2003: Kunst- und Kulturpreis der Stadt Luzern
- 2023: Kulturförderpreis des Kantons Luzern, für sein musikalisches Schaffen.[2]

## Diskographische Hinweise
- Statement of an Antirider (Hat Hut: 6013, 1988)
- Ungleich (Hat Hut: 6049, 1990)
- L'énigmatique (Hat Hut: 6091, 1991)
- Goletter (Unit: 4050, 1992)
- Duho mit Fritz Hauser (Unit: 4062, 1993)
- Lines (Hat Hut: 6149, 1994)
- Behind the Night (B&W: 049, 1994)
- No Try No Fail (Hat Hut: 509, 1996)
- Leimgruber Live Hauser mit Fritz Hauser (Plainisphare, 1998)
- Quartet Noir (victo: 067, 1999)
- Blue Log (For4Ears: CD 1137, 2000)
- Screen (cod: 005, 2000)
- Nach der Stimme Felix Philipp Ingold, Sprecher; Urs Leimgruber, Saxophone (cod: 006, 2000)
- Wing Vane (victo: 079, 2001)
- Out of Sound (Leo Records: LR 337, 2002)
- The Difference between a Fish (Potlatch: P302, 2003)
- e_a.sonata.02 mit dem ARTE Quartett (For4Ears: CD 1447, 2003)
- Oullh d'baham mit Oliver Schwerdt, Alexander Schubert, Christian Lillinger (Euphorium: EUPH 010, 2006)
- 13 Pieces For Saxophone Solo (LEO: 498, 2006)
- Twine mit Evan Parker (Clean Feed: CF 194, 2010)
- Love Letters to the President mit Hans Koch, Omri Ziegele (Intakt: 154, 2008)
- Albeit mit Barre Phillips, Jacques Demierre (Jazzwerkstatt: 74, 2008)
- Aurona Arona mit Oliver Schwerdt, Alexander Schubert, Christian Lillinger (Creative Sources: CS 167, 2009)
- Chicago Solo Solo (LEO: 570, 2009)
- The Pancake Tour mit Roger Turner (Relative Pitch: RPR 007, 2012)
- Lightnings mit Axel Huber (Wide Ear: WER 018, 2015)
- Urs Leimgruber/Andreas Willers/Alvin Curran/Fabrizio Spera: Rome-ing (Leo Records, 2019)